# Aneta Konieczek
Aneta Konieczek (* 8. Juni 1997 in Wolsztyn) ist eine polnische Leichtathletin, die sich auf den Hindernislauf spezialisiert hat. Auch ihre ältere Schwester Alicja ist als Leichtathletin aktiv.

## Sportliche Laufbahn
Erste internationale Erfahrungen sammelte Aneta Konieczek beim Europäischen Olympischen Jugendfestival (EYOF) 2013 in Utrecht, bei dem sie in 4:41,07 min den siebten Platz im 1500-Meter-Lauf belegte. Im Jahr darauf startete sie über 2000 m Hindernis bei den Olympischen Jugendspielen in Nanjing und belegte dort in 6:52,78 min den neunten Platz. 2016 wurde sie bei den U20-Weltmeisterschaften in Bydgoszcz in 10:00,58 min Neunte über 3000 m Hindernis und anschließend gelangte sie bei den Crosslauf-Europameisterschaften in Chia mit 13:35 min auf Rang 21 im U20-Rennen. 2017 klassierte sie sich bei den U23-Europameisterschaften in Bydgoszcz mit 10:05,87 min auf dem siebten Platz über 3000 m Hindernis und im Herbst begann sie ein Studium an der Western Colorado University und wechselte dann an die University of Oregon. 2021 qualifizierte sie sich dann im Hindernislauf für die Olympischen Sommerspiele in Tokio und schied dort mit 10:07,25 min in der Vorrunde aus.
2023 wurde sie bei der 1. Liga der Team-Europameisterschaft im Rahmen der Europaspiele in Chorzów in 15:43,35 min Neunte im 5000-Meter-Lauf. Anschließend startete sie bei den Weltmeisterschaften in Budapest und schied dort mit 9:45,61 min im Vorlauf über 3000 m Hindernis aus. Im Jahr darauf verpasste sie bei den Europameisterschaften in Rom mit 9:41,23 min den Finaleinzug und anschließend kam sie bei den Olympischen Sommerspielen in Paris mit 9:24,43 min ebenfalls nicht über die Vorrunde hinaus.
In den Jahren 2021 und 2023 wurde Konieczek polnische Meisterin über 3000 m Hindernis.

## Persönliche Bestleistungen
- 1500 Meter: 4:09,23 min, 4. Juni 2023 in Chorzów
- 5000 Meter: 15:43,35 min, 23. Juni 2023 in Chorzów
- 2000 m Hindernis: 6:00,81 min, 23. Juni 2024 in Posen (nationale Bestleistung)
- 3000 m Hindernis: 9:24,43 min, 4. August 2024 in Paris